# Alice Naber-Lozeman
Alice Naber-Lozeman (7 mei 1971) is een Nederlands ruiter. Ze nam op het onderdeel eventing, zowel individueel als met het Nederlands team, deel aan de Olympische Zomerspelen 2016 met Peter Parker. Ook was ze actief op drie Europese eventing kampioenschappen (1999, 2003, 2015).